# Азійський кубок чемпіонів 1985—1986
Азійський кубок чемпіонів 1985/1986 — п'ятий (і перший під даною назвою) розіграш азійського клубного турніру під егідою АФК. Фінальна частина турніру відбулася в Саудівській Аравії в січні 1986 року. Турнір повернувся після 14-річної перерви.
Переможцем турніру став корейський Деу Роялс.

## Формат і учасники
Формат турніру зазнав певних змін. Його фінальній частині передувала кваліфікація, в шести зонах, які були розділена за регіональними ознаками.

### Список учасників
Учасники фінального раунду.
| Попередній раунд       | Попередній раунд  | Попередній раунд       | Попередній раунд                   |
| ---------------------- | ----------------- | ---------------------- | ---------------------------------- |
| Аль-Іттіхад (Алеппо)   | Аль-Аглі (Джидда) | Аль-Арабі (Ель-Кувейт) | Іст Бенгал (Колката)               |
| Бангкок Банк (Бангкок) | Сейко (Гонконг)   | Деу Роялс (Пусан)      | Крама Юда Тіга Берліан (Палембанг) |

## Кваліфікаційні раунди

### Західна Азія. Зона 1

#### 1/2 фіналу
| Команда 1   | Рахунок | Команда 2  |
| ----------- | ------- | ---------- |
| Аль-Рашід   | 4:0     | Амман Клуб |
| Аль-Іттіхад | +:-     |            |

- Аль-Шоурта - відмовився від участі в турнірі
- Аль-Ахлі - відмовився від участі в турнірі

#### Фінал
| Команда 1   | Рахунок | Команда 2 |
| ----------- | ------- | --------- |
| Аль-Іттіхад | ?:?     | Аль-Рашід |

- Аль-Іттіхад переміг, але рахунок матчу невідомий.

### Західна Азія. Зона 2
Як кваліфікаційний раунд проводився Кубок клубів Перської затоки, який проходив у 1985 році в Дубаї.
- Учасники:  Аль-Аглі,  Аль-Арабі,  Фанжа,  Аль-Мухаррак,  Ар-Райян,  Аль-Айн.

#### Фінал
| Команда 1 | Рахунок | Команда 2 |
| --------- | ------- | --------- |
| Аль-Аглі  | 2:1     | Аль-Арабі |

- Обидва клуби кваліфікувалися до фінальної частини, але Аль-Арабі знявся зі змагань.

### Центральна Азія
Турнір проходив на Шрі-Ланці.
- Клуби із  Афганістану та  Ірану відмовилися від участі в турнірі.

| Клуб                | І | В | Н | П | ГЗ | ГП | О  | РГ  |
| ------------------- | - | - | - | - | -- | -- | -- | --- |
| Іст Бенгал          | 5 | 5 | 0 | 0 | 20 | 0  | 10 | +20 |
| Абахані Кріра Чакра | 5 | 4 | 0 | 1 | 17 | 4  | 8  | +13 |
| Саундерс            | 5 | 2 | 1 | 2 | 12 | 8  | 5  | +4  |
| ПІА                 | 5 | 1 | 2 | 2 | 8  | 8  | 4  | 0   |
| Нью Роад Тім        | 5 | 1 | 1 | 3 | 8  | 11 | 3  | -3  |
| Клаб Валенсія       | 5 | 0 | 0 | 5 | 2  | 36 | 0  | -34 |

| 1985 |

| Іст Бенгал | 1 – 0 | Абахані Кріра Чакра |
| ---------- | ----- | ------------------- |
|            |       |                     |

|  |

| 1985 |

| Іст Бенгал | 1 – 0 | Саундерс |
| ---------- | ----- | -------- |
|            |       |          |

|  |

| 1985 |

| Іст Бенгал | 2 – 0 | ПІА |
| ---------- | ----- | --- |
|            |       |     |

|  |

| 1985 |

| Іст Бенгал | 7 – 0 | Нью Роад Тім |
| ---------- | ----- | ------------ |
|            |       |              |

|  |

| 1985 |

| Іст Бенгал | 9 – 0 | Клаб Валенсія |
| ---------- | ----- | ------------- |
|            |       |               |

|  |

| 1985 |

| Абахані Кріра Чакра | 4 – 1 | Саундерс |
| ------------------- | ----- | -------- |
|                     |       |          |

|  |

| 1985 |

| Абахані Кріра Чакра | 3 – 0 | ПІА |
| ------------------- | ----- | --- |
|                     |       |     |

|  |

| 1985 |

| Абахані Кріра Чакра | 2 – 1 | Нью Роад Тім |
| ------------------- | ----- | ------------ |
|                     |       |              |

|  |

| 1985 |

| Абахані Кріра Чакра | 8 – 1 | Клаб Валенсія |
| ------------------- | ----- | ------------- |
|                     |       |               |

|  |

| 1985 |

| Саундерс | 2 – 2 | ПІА |
| -------- | ----- | --- |
|          |       |     |

|  |

| 1985 |

| Саундерс | 2 – 1 | Нью Роад Тім |
| -------- | ----- | ------------ |
|          |       |              |

|  |

| 1985 |

| Саундерс | 7 – 0 | Клаб Валенсія |
| -------- | ----- | ------------- |
|          |       |               |

|  |

| 1985 |

| ПІА | 0 – 0 | Нью Роад Тім |
| --- | ----- | ------------ |
|     |       |              |

|  |

| 1985 |

| ПІА | 6 – 1 | Клаб Валенсія |
| --- | ----- | ------------- |
|     |       |               |

|  |

| 1985 |

| Нью Роад Тім | 6 – 0 | Клаб Валенсія |
| ------------ | ----- | ------------- |
|              |       |               |

|  |

### Південно-Східна Азія (Кубок чемпіонів АСЕАН)
Турнір проходив в Індонезії.
- Клуби із  Бірми та

Філіппін відмовилися від участі в турнірі.
| Клуб                   | І | В | Н | П | ГЗ | ГП | О | РГ  |
| ---------------------- | - | - | - | - | -- | -- | - | --- |
| Крама Юда Тіга Берліан | 4 | 3 | 1 | 0 | 15 | 1  | 7 | +14 |
| Бангкок Банк           | 4 | 3 | 1 | 0 | 10 | 2  | 7 | +8  |
| Тонг Бахур             | 4 | 1 | 1 | 2 | 2  | 7  | 3 | -5  |
| Малакка                | 4 | 1 | 1 | 2 | 2  | 7  | 3 | -5  |
| АДП                    | 4 | 0 | 0 | 4 | 0  | 12 | 0 | -12 |

| 20 грудня 1984 |

| Крама Юда Тіга Берліан | 5 – 0 | Тонг Бахур |
| ---------------------- | ----- | ---------- |
|                        |       |            |

|  |

| 21 грудня 1984 |

| Малакка | 1 – 0 | АДП |
| ------- | ----- | --- |
|         |       |     |

|  |

| 21 грудня 1984 |

| Бангкок Банк | 2 – 0 | Тонг Бахур |
| ------------ | ----- | ---------- |
|              |       |            |

|  |

| 22 грудня 1984 |

| Крама Юда Тіга Берліан | 7 – 0 | АДП |
| ---------------------- | ----- | --- |
|                        |       |     |

|  |

| 23 грудня 1984 |

| Тонг Бахур | 0 – 0 | Малакка |
| ---------- | ----- | ------- |
|            |       |         |

|  |

| 24 грудня 1984 |

| Крама Юда Тіга Берліан | 1 – 1 | Бангкок Банк |
| ---------------------- | ----- | ------------ |
|                        |       |              |

|  |

| 26 грудня 1984 |

| Бангкок Банк | 5 – 1 | Малакка |
| ------------ | ----- | ------- |
|              |       |         |

|  |

| 26 грудня 1984 |

| Тонг Бахур | 2 – 0 | АДП |
| ---------- | ----- | --- |
|            |       |     |

|  |

| 27 грудня 1984 |

| Бангкок Банк | 2 – 0 | АДП |
| ------------ | ----- | --- |
|              |       |     |

|  |

| 27 грудня 1984 |

| Крама Юда Тіга Берліан | 2 – 0 | Малакка |
| ---------------------- | ----- | ------- |
|                        |       |         |

|  |

#### Плей-оф
| 29 грудня 1984 |

| Крама Юда Тіга Берліан | 0 – 1 | Бангкок Банк |
| ---------------------- | ----- | ------------ |
|                        |       |              |

|  |

### Східна Азія. Зона 1
| Клуб      | І | В | Н | П | ГЗ | ГП | О | РГ |
| --------- | - | - | - | - | -- | -- | - | -- |
| Сейко     | 4 | 3 | 0 | 1 | 6  | 6  | 6 | 0  |
| 25 квітня | 4 | 2 | 1 | 1 | 8  | 4  | 5 | +4 |
| Ляонін    | 4 | 0 | 1 | 3 | 2  | 6  | 1 | -1 |

| травень 1985 |

| Сейко | 2 – 1 | Ляонін |
| ----- | ----- | ------ |
|       |       |        |

|  |

| травень 1985 |

| Сейко | 2 – 1 | 25 квітня |
| ----- | ----- | --------- |
|       |       |           |

|  |

| травень 1985 |

| 25 квітня | 3 – 1 | Ляонін |
| --------- | ----- | ------ |
|           |       |        |

|  |

| травень 1985 |

| Ляонін | 0 – 0 | 25 квітня |
| ------ | ----- | --------- |
|        |       |           |

|  |

| травень 1985 |

| Ляонін | 0 – 1 | Сейко |
| ------ | ----- | ----- |
|        |       |       |

|  |

| травень 1985 |

| 25 квітня | 4 – 1 | Сейко |
| --------- | ----- | ----- |
|           |       |       |

|  |

- Сейко кваліфікувався, але відмовився від участі в турнірі.

### Східна Азія. Зона 2
- Йоміурі відмовився від участі в турнірі.

| Команда 1 | Заг. | Команда 2 | 1-й матч | 2-й матч |
| --------- | ---- | --------- | -------- | -------- |
| Деу Роялс | 14:1 | Ва Сенг   | 9:0      | 5:1      |

## Груповий турнір
Матчі проходили з 19 по 25 січня 1986 року. Учасникі були розділені на дві групи по 3 команди.  Аль-Арабі та  Сейко відмовилися від участі в турніру. Місце останнього зайняв  Крама Юда Тіга Берліан. По дві кращі команди з кожної групи кваліфікували до Плей-офф.

### Група А
| Клуб                   | І | В | Н | П | ГЗ | ГП | О | РГ |
| ---------------------- | - | - | - | - | -- | -- | - | -- |
| Аль-Аглі               | 2 | 2 | 0 | 0 | 3  | 1  | 4 | +2 |
| Крама Юда Тіга Берліан | 2 | 1 | 0 | 1 | 2  | 1  | 2 | +1 |
| Іст Бенгал             | 2 | 0 | 0 | 2 | 1  | 4  | 0 | -3 |

| 19 січня 1986 |

| Аль-Аглі | 2 – 1 | Іст Бенгал |
| -------- | ----- | ---------- |
|          |       |            |

|  |

| 21 січня 1986 |

| Іст Бенгал | 0 – 2 | Крама Юда Тіга Берліан |
| ---------- | ----- | ---------------------- |
|            |       |                        |

|  |

| 23 січня 1986 |

| Аль-Аглі | 1 – 0 | Крама Юда Тіга Берліан |
| -------- | ----- | ---------------------- |
|          |       |                        |

|  |

### Група B
| Клуб         | І | В | Н | П | ГЗ | ГП | О | РГ |
| ------------ | - | - | - | - | -- | -- | - | -- |
| Деу Роялс    | 2 | 2 | 0 | 0 | 4  | 1  | 4 | +3 |
| Аль-Іттіхад  | 2 | 1 | 0 | 1 | 3  | 1  | 2 | +2 |
| Бангкок Банк | 2 | 0 | 0 | 2 | 1  | 6  | 0 | -5 |

| 21 січня 1986 |

| Деу Роялс | 3 – 1 | Бангкок Банк |
| --------- | ----- | ------------ |
|           |       |              |

|  |

| 23 січня 1986 |

| Аль-Іттіхад | 3 – 0 | Бангкок Банк |
| ----------- | ----- | ------------ |
|             |       |              |

|  |

| 25 січня 1986 |

| Деу Роялс | 1 – 0 | Аль-Іттіхад |
| --------- | ----- | ----------- |
|           |       |             |

|  |

## Плей-оф

### 1/2 фіналу
Матчі відбулися 26 січня 1986 року.
| Команда 1 | Рахунок | Команда 2              |
| --------- | ------- | ---------------------- |
| Деу Роялс | 3:0     | Крама Юда Тіга Берліан |
| Аль-Аглі  | 1:0     | Аль-Іттіхад            |

### Матч за 3 місце
Матч відбувся 28 січня 1986 року.
| Команда 1              | Рахунок | Команда 2   |
| ---------------------- | ------- | ----------- |
| Крама Юда Тіга Берліан | 1:0     | Аль-Іттіхад |

### Фінал
Матчі відбувся 29 січня 1986 року. Корейці перемогли в додатковий час.
| Команда 1 | Рахунок | Команда 2 |
| --------- | ------- | --------- |
| Аль-Аглі  | 1:3     | Деу Роялс |

## Переможець
| Азійський кубок чемпіонів 1985/1986 Переможець |
| ---------------------------------------------- |
|                                                |
| Деу Роялс Перший титул                         |